# 谷口集落

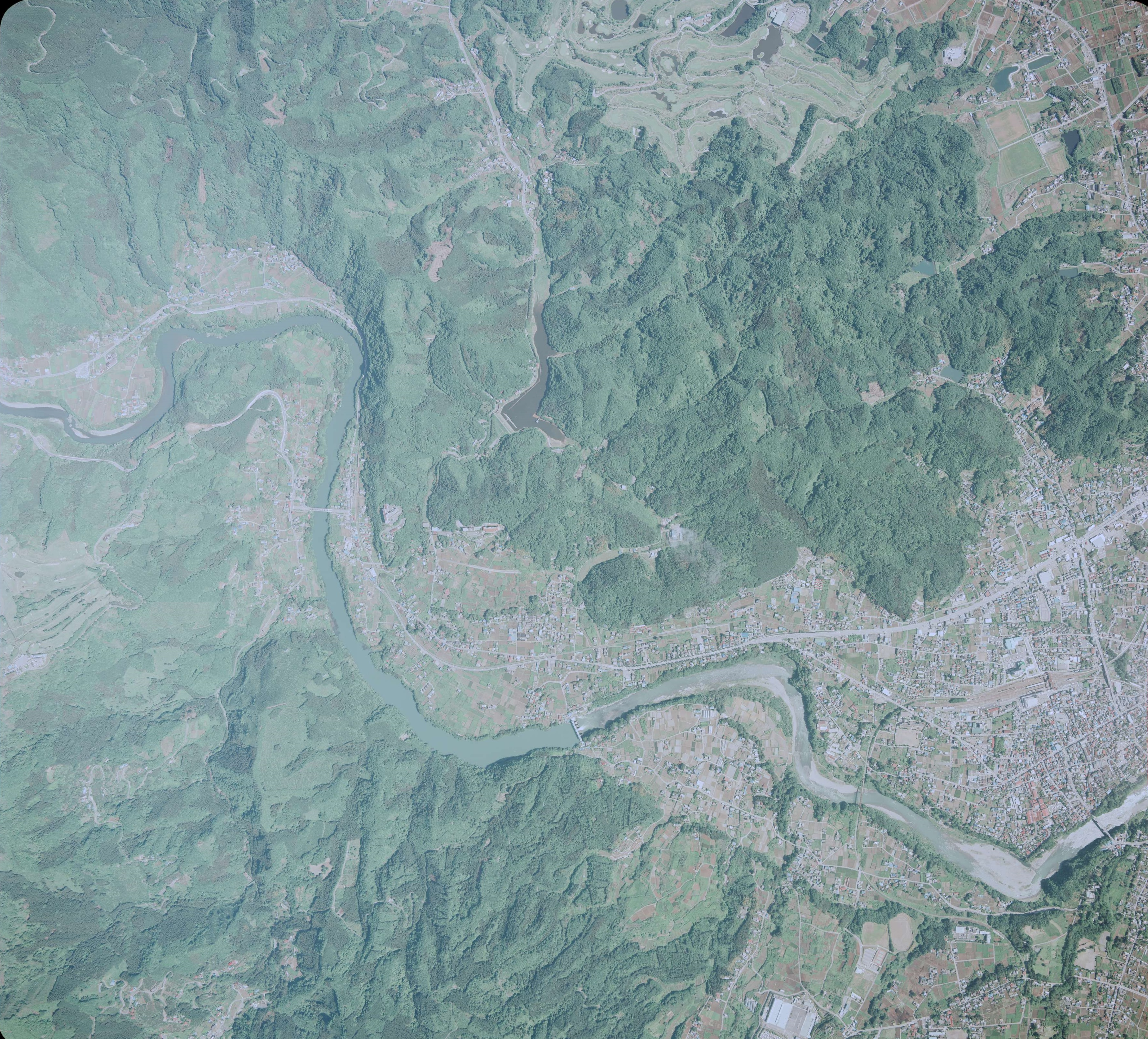
谷口集落の例（埼玉・寄居）
出典：『国土交通省「国土画像情報（カラー空中写真）」（配布元：国土地理院地図・空中写真閲覧サービス）』

谷口集落（たにぐちしゅうらく）は、山地から平地に河川が流れ出る谷口に形成された集落。市場集落の一形態で、山地と平地の生産物を交易する地方核心集落としての性格をもつ。渓口集落（けいこうしゅうらく）とも呼ばれる。

## 概要
山間地方と平野地方の境界である山麓の谷口に発達した集落で、谷川上流部の山村と下流平野部の農村の生産物を取引する市場集落として機能した。山方と里方の農林産物の流通・加工業地として発展し、山麓地帯の経済的核心集落としての役割を果たした。
谷口集落の大部分は市場町として成立したもので、古く中世にその起源をもつものもあるが、多くは近世に発展の基礎を築いた。中世に起源をもつ集落は館や砦の周辺に発達した根小屋集落として成立した例がある。多くは谷川が平地に出る地点に形成された河岸段丘上に帯状に発達した集落で、街村としての景観を示している。
明治以後、農山村における店舗商業の発達によって在来の市場町の存在意義が減退したが、近代工業の立地条件を備えたところや交通網の発達したところでは、旧来の地場産業である繊維業や製材業に加えて機械工業が発達した桐生・飯能・青梅など生産都市として発展したものがある。

## 分布と立地
山地の多い日本では、関東平野の西部、越後平野の南東部、越中平野の南部などの山麓地帯および内陸盆地の周辺に広く分布している。関東地方の北西部および西部を流れる河川の山麓地帯には、典型的な谷口集落が発達している。桐生（桐生川）、大間々（渡良瀬川）、鬼石（神流川）、寄居（荒川）、小川（槻川）、越生（越辺川）、飯能（入間川）、青梅（多摩川）、五日市（秋川）などはその例である。
特に山地が急峻で、同一の水系に属する山間地域が他の河谷の流域や平地と隔絶されている場合に、その谷の出口に典型的な谷口集落が発達する。河谷が極めて長く、奥地の山村が谷口から離れている場合、谷口集落だけでなく谷奥に谷口と同様な機能をもった核心集落が発達することがある。神流川の谷口の鬼石に対する谷奥の万場などの例が見られる。
関東地方の谷口集落は特にその西部と北西部の山麓地帯で分布が密であるのに対して、北東部の山麓地帯では疎である。関東北東部の山地は河谷が浅く、異なる水系相互間の交通が山地を越えて容易に行われるためである。